# Жекитиньонья
Жекитиньо́нья (порт. Jequitinhonha) — муниципалитет в Бразилии, входит в штат Минас-Жерайс. Составная часть мезорегиона Жекитиньонья. Входит в экономико-статистический микрорегион Алменара. Население составляет 23 023 человека на 2006 год. Занимает площадь 3517,529 км². Плотность населения — 6,5 чел./км².

## История
Город основан 29 сентября 1811 года.

## Статистика
- Валовой внутренний продукт на 2003 год составляет 53 321 160,00 реалов (данные: Бразильский институт географии и статистики).
- Валовой внутренний продукт на душу населения на 2003 год составляет 2321,54 реалов (данные: Бразильский институт географии и статистики).
- Индекс развития человеческого потенциала на 2000 год составляет 0,668 (данные: Программа развития ООН).